# Augustin Maurellet
Augustin Maurellet (* 21. Dezember 1888 in Écuras, Département Charente; † 23. Februar 1969 in Royan, Département Charente-Maritime) war ein französischer Politiker (SFIO). 

## Leben

### Herkunft und Ausbildung
Maurellet, der Sohn eines Holzschuhmachers war, schloss ein Studium ab und begann in Villebois-Lavalette, als Lehrer zu arbeiten. 1914 wurde er nach dem Beginn des Ersten Weltkriegs ins Militär eingezogen und nahm anschließend an den Kampfhandlungen teil. Danach erhielt er in Ruelle-sur-Touvre eine Stelle als Lehrer und wurde dort später zum Leiter einer Schule.

### Politische und gewerkschaftliche Aktivitäten
1920 trat Maurellet der sozialistischen Section française de l’Internationale ouvrière (SFIO) bei und war zudem in der Lehrergewerkschaft sowie der Französischen Liga für Menschenrechte aktiv.
Er unterstützte den Pazifismus und nahm an mehreren multinationalen Konferenzen mit dem Ziel der Bewahrung des Weltfriedens teil. Im April 1939 kandidierte Maurellet, der bereits zuvor in den Gemeinderat von Ruelle-sur-Touvre eingezogen war, bei einer Nachwahl für das nationale Parlament, konnte sich aber nicht durchsetzen. 
Während der 1940 beginnenden deutschen Besatzung und der damit verbundenen Herrschaftszeit des Vichy-Regimes wurde er Mitglied des französischen antifaschistischen Widerstandes, der Résistance. Er unterstützte insbesondere junge Leute dabei, der Zwangsarbeit im Service du travail obligatoire zu entgehen. Als Mitglied des Befreiungskomitees für das Département Charente gehörte er zugleich der Führungsebene der Résistance an.
Direkt im Anschluss an die Befreiung Frankreichs 1944 wurde er im September desselben Jahres zum Bürgermeister von Ruelle-sur-Touvre gewählt, was er bis Oktober 1947 blieb.
Bei den Wahlen zur ersten verfassungsgebenden Nationalversammlung im September 1945 führte der damals 56-Jährige die Liste der Sozialisten im Département Charente an und schaffte den Einzug ins französische Parlament, die Nationalversammlung. Dort gehörte er der Kommission für nationale Verteidigungsfragen an und wurde zudem in die Haute Cour de justice gewählt, die über eine eventuelle Amtsenthebung des Staatspräsidenten zu entscheiden hatte.
Im Juni 1946 schaffte er bei den Wahlen zur zweiten verfassungsgebenden Nationalversammlung erneut den Sprung ins Parlament, was ihm bei den ersten regulären Wahlen im November desselben Jahres ein weiteres Mal gelang. Im Anschluss daran wurde er zusätzlich in die Kommission für Familie, Bevölkerung und Gesundheit aufgenommen.
Bei den Wahlen 1951 erreichte er eine weitere Wiederwahl und wurde danach zum Sekretär der Verteidigungskommission, bevor er am 27. Juli 1955 zu deren Vizepräsidenten gewählt wurde. Im Dienst seiner Fraktion beteiligte er sich regelmäßig an Debatten zum Budget für die nationale Verteidigung. Generell stimmte er immer im Sinne der vorherrschenden Meinung seiner Partei und befürwortete als überzeugter Europäer 1954 die Gründung der Europäischen Verteidigungsgemeinschaft, wenngleich diese keine Mehrheit fand und letztlich scheiterte.
Als sein Mandat im Dezember 1955 auslief, entschied er sich gegen eine neue Kandidatur und zog sich aus dem politischen Geschäft zurück. 
Maurellet starb 1969 im Alter von 80 Jahren.